# (25054) 1998 QN55
1998 كيو أن 55 (ويعرف أيضًا باسم (25054) 1998 كيو أن 55 وفق تسمية الكوكب الصغير) (بالإنجليزية: 1998 QN55)‏ هو كويكب ضمن حزام الكويكبات؛ وترتيبه 25054 من حيث الاكتشاف.
اكتُشف هذا الجُرم الفلكي بواسطة OCA–DLR Asteroid Survey ‏ في 26 أغسطس 1998.

## وصلات خارجية
- (25054) 1998 QN55 في قاعدة بيانات مختبر الدفع النفاث لأجرام النظام الشمسي الصغيرة

- الاكتشاف · مخطط المدار ·  العناصر المدارية · المعلمات المادية

- (25054) 1998 QN55 على موقع ويكي سكاي: DSS2, SDSS, GALEX, IRAS, Hydrogen α, X-Ray, Astrophoto, Sky Map, Articles and images